# Nemorilla tristis
Nemorilla tristis är en tvåvingeart som först beskrevs av Robineau-desvoidy 1863.  Nemorilla tristis ingår i släktet Nemorilla och familjen parasitflugor.
Artens utbredningsområde är Frankrike. Inga underarter finns listade i Catalogue of Life.